# Bilan saison par saison des Français volants de Paris
Les Français volants sont un club de hockey sur glace de Paris évoluant au troisième niveau national. Le club existe depuis 1933 et cette page dresse un bilan des saisons.

## Résultats en Championnat de France
(juin 2016).
| Saison    | Division             | PJ                | V                 | VP                | N                 | D                 | DP                | BP                | BC                | Diff              | Phase Finale                        | Adversaire(s)                 | Classement français                                    |
| --------- | -------------------- | ----------------- | ----------------- | ----------------- | ----------------- | ----------------- | ----------------- | ----------------- | ----------------- | ----------------- | ----------------------------------- | ----------------------------- | ------------------------------------------------------ |
| 1933-1934 | 1re série[A]         | 2                 | 1                 |                   |                   | 1                 |                   | 2                 | 3                 | -1                | Demi-finales match 3e place         | Rapid Paris Diables de France | 3e                                                     |
| 1934-1935 | 1re série            | 2                 | 1                 |                   |                   |                   | 1                 | 7                 | 6                 | +1                | Finale                              | Stade Français                | Vice-Champion de France                                |
| 1935-1936 | 1re série            | 2                 | 2                 |                   |                   |                   |                   | 10                | 7                 | +3                | Finale en 2 matchs                  | Stade Français                | Champion de France                                     |
| 1936-1937 | 1re série            | 4                 | 4                 |                   |                   |                   |                   | 16                | 3                 | +13               | Formule championnat                 |                               | Champion de France                                     |
| 1937-1938 | 1re série            | non disponible    | non disponible    | non disponible    | non disponible    | non disponible    | non disponible    | non disponible    | non disponible    | non disponible    | non disponible                      | non disponible                | Champion de France                                     |
| 1938-1939 | 1re série            | non disponible    | non disponible    | non disponible    | non disponible    | non disponible    | non disponible    | non disponible    | non disponible    | non disponible    | non disponible                      | non disponible                | Vice-Champion de France                                |
| 1941-1942 | 1re série            | 1                 |                   |                   |                   |                   |                   | 1                 | 7                 | -6                | Finale en 1 match                   | Chamonix                      | Vice-Champion de France                                |
| 1943-1944 | 2e série[B]          | non disponible    | non disponible    | non disponible    | non disponible    | non disponible    | non disponible    | non disponible    | non disponible    | non disponible    | non disponible                      | non disponible                | non disponible                                         |
| 1944-1945 | Championnat de Paris | 1                 |                   | 1                 |                   |                   |                   | 3                 | 2                 | 2                 | Match unique                        |                               |                                                        |
| 1945-1946 | 1re série            | 2                 | 1                 |                   |                   | 1                 |                   | 5                 | 3                 | -2                | Formule championnat                 |                               | Vice-Champion de France                                |
|           |                      |                   |                   |                   |                   |                   |                   |                   |                   |                   |                                     |                               |                                                        |
| 1964-1965 | 1re série            | non disponible    | non disponible    | non disponible    | non disponible    | non disponible    | non disponible    | non disponible    | non disponible    | non disponible    | non disponible                      | non disponible                | 5e                                                     |
| 1965-1966 | 1re série            | non disponible    | non disponible    | non disponible    | non disponible    | non disponible    | non disponible    | non disponible    | non disponible    | non disponible    | non disponible                      | non disponible                | 7e                                                     |
| 1966-1967 | 1re série            | non disponible    | non disponible    | non disponible    | non disponible    | non disponible    | non disponible    | non disponible    | non disponible    | non disponible    | non disponible                      | non disponible                | 6e                                                     |
| 1967-1968 | 1re série            | 3[D]              | 0                 |                   |                   |                   |                   | 6                 | 20                | -14               | Poule finale                        |                               | 4e                                                     |
| 1968-1969 | 1re série            | non disponible    | non disponible    | non disponible    | non disponible    | non disponible    | non disponible    | non disponible    | non disponible    | non disponible    | non disponible                      | non disponible                | 7e                                                     |
| 1969-1970 | 1re série            | non disponible    | non disponible    | non disponible    | non disponible    | non disponible    | non disponible    | non disponible    | non disponible    | non disponible    | non disponible                      | non disponible                | 7e                                                     |
| 1970-1971 | 1re série            | 12                | 3                 |                   |                   | 9                 |                   | 33                | 68                | -35               | Non qualifié en phase finale        |                               | 8e                                                     |
| 1971-1972 | 1re série            | 7                 | 2                 |                   | 1                 | 4                 |                   | 38                | 35                | +3                | Barrage pour phase finale           | Gap                           | 7e                                                     |
| 1972-1973 | 1re série            | non disponible    | non disponible    | non disponible    | non disponible    | non disponible    | non disponible    | non disponible    | non disponible    | non disponible    | non disponible                      | non disponible                | 6e                                                     |
| 1973-1974 | 2e série[C]          | non disponible    | non disponible    | non disponible    | non disponible    | non disponible    | non disponible    | non disponible    | non disponible    | non disponible    | non disponible                      | non disponible                | 5e Champion de France Division 2                       |
| 1974-1975 | non disponible       | non disponible    | non disponible    | non disponible    | non disponible    | non disponible    | non disponible    | non disponible    | non disponible    | non disponible    | non disponible                      | non disponible                | 9e                                                     |
| 1975-1976 | non disponible       | non disponible    | non disponible    | non disponible    | non disponible    | non disponible    | non disponible    | non disponible    | non disponible    | non disponible    | non disponible                      | non disponible                | 9e                                                     |
| 1976-1977 | Nationale B[B]       | 16                | 11                |                   | 1                 | 4                 |                   | 121               | 79                | +42               | Formule championnat                 |                               | 13e                                                    |
| 1977-1978 | Nationale B          | 18                | 18                |                   |                   |                   |                   | 172               | 62                | +110              |                                     |                               | 11e Champion de France Division 1                      |
| 1978-1979 | Nationale A[A]       | 28                | 12                |                   |                   | 18                |                   | 155               | 186               | -31               | Poule de relégation                 |                               | 10e                                                    |
| 1979-1980 | Nationale A          | 28                | 10                |                   | 1                 | 17                |                   | 147               | 178               | -31               | Poule de relégation                 |                               | 11e, Relégué en Nationale B                            |
| 1980-1981 |                      | abandon           | abandon           | abandon           | abandon           | abandon           | abandon           | abandon           | abandon           | abandon           | abandon                             | abandon                       | abandon                                                |
| 1981-1982 | Nationale C[C]       | 11                | 11                |                   |                   |                   |                   | 137               | 41                | +96               | Finale en 2 matchs                  | Meudon                        | 27e Champion de France Division 2                      |
| 1982-1983 | Nationale B          | 28                | 14                |                   | 0                 | 14                |                   |                   |                   | -13               | Poule de promotion                  |                               | 14e                                                    |
| 1983-1984 | Nationale B          | 28                | 22                |                   | 0                 | 6                 |                   |                   |                   |                   | Poule de promotion                  |                               | 10e Champion de France Division 1 Promu en Nationale A |
| 1984-1985 | Nationale A          | 32                | 20                |                   | 2                 | 10                |                   | 196               | 149               | +47               | Poule finale                        |                               | 4e                                                     |
| 1985-1986 | Nationale A          | 32                | 26                |                   | 1                 | 5                 |                   | 85                | 52                | +33               | Poule finale                        |                               | 2e                                                     |
| 1986-1987 | Nationale 1A         | 36                | 23                |                   | 4                 | 9                 |                   | 236               | 151               | +85               | Formule championnat                 |                               | 2e                                                     |
| 1987-1988 | Nationale 1A         | 30                | 12                | 1                 | 5                 | 12                |                   | 165               | 139               | 26                | Match pour la 5e place              | Dragons de Rouen              | 5e                                                     |
| 1988-1989 | Nationale 1A         | 26                | 17                |                   | 2                 | 7                 |                   | 159               | 97                | 62                | Demi-finales Finale                 | Briançon Amiens               | 1er Champion de France                                 |
| 1989-1990 |                      |                   |                   |                   |                   |                   |                   |                   |                   |                   |                                     |                               | 4e                                                     |
| 1990-1991 |                      |                   |                   |                   |                   |                   |                   |                   |                   |                   |                                     |                               | 8e                                                     |
| 1991-1992 |                      |                   |                   |                   |                   |                   |                   |                   |                   |                   |                                     |                               | 32e                                                    |
| 1992-1993 |                      |                   |                   |                   |                   |                   |                   |                   |                   |                   |                                     |                               | 19e                                                    |
| 1993-1994 |                      |                   |                   |                   |                   |                   |                   |                   |                   |                   |                                     |                               | 21e                                                    |
| 1994-1995 |                      |                   |                   |                   |                   |                   |                   |                   |                   |                   |                                     |                               | 22e                                                    |
| 1995-1996 |                      |                   |                   |                   |                   |                   |                   |                   |                   |                   |                                     |                               | 24e                                                    |
| 1996-1997 | n'a pas participé    | n'a pas participé | n'a pas participé | n'a pas participé | n'a pas participé | n'a pas participé | n'a pas participé | n'a pas participé | n'a pas participé | n'a pas participé | n'a pas participé                   | n'a pas participé             | n'a pas participé                                      |
| 1997-1998 |                      |                   |                   |                   |                   |                   |                   |                   |                   |                   |                                     |                               | 24e                                                    |
|           |                      |                   |                   |                   |                   |                   |                   |                   |                   |                   |                                     |                               |                                                        |
| 2003-2004 |                      |                   |                   |                   |                   |                   |                   |                   |                   |                   |                                     |                               | 50e                                                    |
| 2004-2005 |                      |                   |                   |                   |                   |                   |                   |                   |                   |                   |                                     |                               | 47e                                                    |
| 2005-2006 |                      |                   |                   |                   |                   |                   |                   |                   |                   |                   |                                     |                               | 45e                                                    |
| 2006-2007 |                      |                   |                   |                   |                   |                   |                   |                   |                   |                   |                                     |                               | 54e                                                    |
| 2007-2008 |                      |                   |                   |                   |                   |                   |                   |                   |                   |                   |                                     |                               | 51e                                                    |
| 2008-2009 | Division 3           | 21                | 16                | 0                 | 0                 | 4                 | 1                 | 130               | 39                | +91               | Carré final                         |                               | 52e Promu en Division 2                                |
| 2009-2010 | Division 2           | 26                | 14                | 0                 | 2                 | 10                | 0                 | 129               | 118               | +11               | Demi-finales Match pour la 3e place | Anglet La Roche sur Yon       | 31e                                                    |
| 2010-2011 | Division 2           | 24                | 10                | 2                 | 0                 | 12                | 2                 | 112               | 123               | -11               | Poule de Maintien                   |                               | 45e                                                    |
| 2011-2012 | Division 2           | 24                | 18                | 1                 | 0                 | 4                 | 1                 | 130               | 64                | +66               | Demi-finales                        | Annecy                        | 32e                                                    |